# Kozakov memorandum
Kozakov memorandum, službeno Ruski Nacrt memoranduma o osnovnim načelima državne strukture Ujedinjene Države u Moldaviji, bio je prijedlog iz 2003. godine usmjeren na konačno rješenje odnosa između Moldavije i Pridnjestrovlja i rješavanje sukoba u Pridnjestrovlju. Na njega se gledalo kao na proširenje moskovskog memoranduma iz 1997., ali ga je na kraju odbacio moldavski predsjednik Vladimir Voronin.
Plan, koji je Rusija predstavila sredinom studenog 2003., bio je detaljan prijedlog za ujedinjenu asimetričnu federalnu moldavsku državu. Prvi put objavljen na ruskom na web stranici Ministarstva vanjskih poslova Pridnjestrovlja, tekst je promovirao ruski političar Dmitrij Kozak, bliski saveznik predsjednika Vladimira Putina i jedna od ključnih osoba u njegovom predsjedničkom timu. Za Pridnjestrovlje, memorandum je predstavljao kraj prethodne politike Moskve, koja je pretpostavljala da će regija imati ravnopravan status u federaciji s ostatkom zemlje. Prema memorandumu, ruske trupe (ne više od 2000 vojnika, bez teškog naoružanja) ostale bi u Pridnjestrovlju tijekom prijelaznog razdoblja, ali ne kasnije od 2020. godine.
Predloženo je da se nadležnosti vlade federalne Moldavije podijele u tri kategorije: nadležnosti federacije, nadležnosti pojedinih subjekata i zajedničke nadležnosti. Plan je predstavio nekoliko problema koji bi mogli izazvati blokadu u kreiranju politike. Donji dom, izabran proporcionalnom zastupljenošću, donosio bi zakone običnom većinom. Svi organski zakoni (koji se odnose na promjenu federalne strukture vlasti - odjeljak 7b) trebali bi pristanak senata (ne "svi zakoni"), međutim, čija bi zastupljenost bila nerazmjerna s obzirom na brojke stanovništva: 13 senatora koje bira federalni donji dom, devet Pridnjestrovlje i četiri Gagauzija. Do 2004. Pridnjestrovlje je imalo 14%, a Gagauzija 4% ukupnog stanovništva Moldavije. Ovim bi planom pridnjestrovski senatori mogli blokirati promjene ustava jedinstvene države. Zakoni koji se tiču Federacije (Moldavija isključujući Transnistriju i Gagauziju) ne bi trebali ratificirati Senat.
Veliki prosvjedi protiv Kozakovog memoranduma održani su u Kišinjevu u danima nakon objave ruskog prijedloga. Vodstvo Moldavije odbilo je potpisati memorandum bez koordinacije s europskim organizacijama. Otkazan je posjet predsjednika Putina Moldaviji. Kasnije 2005., predsjednik Vladimir Voronin dao je izjavu kojom je odbacio Kozakov memorandum iz 2003. zbog proturječnosti s ustavom Moldavije koji Moldaviju definira kao neutralnu državu i ne može dopustiti nikakve strane trupe na svom tlu, dok se zemlja ne može pridružiti vojnim savezima. Moldavija i Kozakov memorandum bili su ključno pitanje na ministarskom sastanku Organizacije za europsku sigurnost i suradnju u Maastrichtu u prosincu 2003., a neslaganje između Rusije s jedne strane i EU-a i SAD-a s druge oko Moldavije bilo je jedan od glavnih razloga zašto nakon sastanka nije donesena konačna zajednička deklaracija.

## Vanjske poveznice
- Kozakov memorandum  Arhivirana inačica izvorne stranice od 26. kolovoza 2021. (Wayback Machine)
- Puni tekst Kozakovog memoranduma (in Russian)
- Michael Emerson, Treba li pridnjestrovski rep mahati besarabskim psom?
- Pamela Hyde Smith, Moldavija je važna: Zašto je napredak još uvijek moguć na jugozapadnom krilu Ukrajine
- Nicu Popescu, EU u Moldaviji – rješavanje sukoba u susjedstvu, Institut d'Etudes de Sécurité de l'UE, Occasional Paper, br. 60, 1. listopada 2005.